# Guillaume Soupart
Guillaume Soupart (4 mei 1997) is een Belgisch politicus voor de liberale MR.

## Biografie
In 2020 behaalde Soupart met onderscheiding het diploma van master in publiek en internationaal recht aan de ULB. Daarnaast volgde hij in 2019 in het kader van Erasmus een opleiding aan de Universiteit Parijs 1 Panthéon-Sorbonne en behaalde hij aan de ULB een master in Europees recht aan het Instituut voor Europese Studies en een master in de godsdienstwetenschappen en laïciteit. 
Tijdens zijn studies aan de ULB engageerde hij zich in verschillende studentenverenigingen, zoals de Cercle de Droit en de Cercle des Étudiants borains, de studentenkring voor studenten uit de Borinage. Ook was hij hoofdredacteur van La Nouvelle het blad van de faculteit rechten van de ULB. In 2019, aan het einde van zijn opleiding, doorliep hij een stage bij een advocatenkantoor in Brussel. Van 2020 tot 2024 werkte hij als parlementair medewerker van Jacqueline Galant in het Waals Parlement en het Parlement van de Franse Gemeenschap.
In oktober 2018 werd hij op 21-jarige leeftijd voor de MR verkozen tot gemeenteraadslid van Bergen. Daarnaast werd Soupart voor de partij afgevaardigd naar de raden van bestuur van het MACS, het Museum voor Hedendaagse kunsten van de Franse Gemeenschap in Boussu, en het cultuurcentrum MARS in Bergen.  
Soupart werd tevens actief in de werking van de jongerenafdeling van de MR, de Jeunes MR. Hij werd lid van de lokale afdeling in Bergen en is sinds 2021 voorzitter van de arrondissementiële afdeling in Bergen-Borinage en nationaal vicevoorzitter van de jongerenafdeling. 
Bij de Waalse verkiezingen van 9 juni 2024 werd Soupart verkozen in het arrondissement Bergen en nam hij zitting in het Waals Parlement en het Parlement van de Franse Gemeenschap. Tot medio juli 2024 was hij in beide assemblees secretaris van het Bureau. 